# Уиттлси, Чарльз Уайт
Чарльз Уайт Уиттлси (англ. Charles W. Whittlesey; 20 января 1884, Флоренс, штат Висконсин, США — 26 ноября 1921, Атлантический океан) — американский военный офицер, подполковник, участник Первой мировой войны. Во время Мёз-Аргоннского наступления принял командование несколькими изолированными в немецком тылу американскими ротами, которые были условно объединены под общим наименованием Потерянный батальон. Кавалер Медали Почета. 

## Биография
Чарльз Уайт Уиттлси родился во Флоренсе, штат Висконсин, где его отец работал лесорубом. Посещал школу в Грин-Бее. В 1894 году он вместе с семьей переехал в Питтсфилд, штат Массачусетс, где окончил среднюю школу в 1901 году. В 1908 году он получил степень юриста в Гарвардском юридическом факультете. Вскоре после окончания школы он основал юридическое агентство совместно со своим однокурсником Дж. Баярдом Пруином в Нью-Йорке. Под влиянием своего друга Макса Истмена, Уиттлси несколько лет состоял в Американской социалистической партии, а затем отказался от членства в ней, испытывая отвращение к растущему экстремизму внутри партии.
В мае 1917 года, через месяц после вступления США в Первую мировую войну, Уиттлси взял отпуск и отправился добровольцем на Западный фронт. В звании капитана был определен в 308-й пехотный полк 77-й дивизии.
К сентябрю 1917 года Уиттлси был произведен в майоры и назначен командиром батальона. Утром 2 октября 1918 года 77-я дивизия получила приказ наступать на сильно укрепленную немецкую линию в рамках наступления в районе Мёз-Аргонна. Уиттлси командовал смешанным батальоном из 554 солдат, который продвигался вперед через овраг. Поскольку фланговые подразделения не смогли продвинуться вперед, войска Уиттлси оказались отрезаны от линий снабжения и прижаты немецким огнем расстояния в 61 метр. Вскоре у его людей закончились запасы еды и воды, но при этом солдаты под его командованием продолжали держать упорную оборону. После военные корреспонденты обратили внимание на этот инцидент и окрестили подразделение «Потерянным батальоном». Немцы несколько раз предлагали Уиттлси сдаться, но он был не приклонен, и в ответ на очередное предложение капитуляции он прямо ответил «Идите к черту!». После американское командование предприняло новое наступление, в результате которого батальон Уиттлси был вызволен из котла. Из 554 человек только 194 смогли выйти из котла.
За его решительные действия он был награждён Медалью Почета.
26 ноября 1921 года покончил с собой, спрыгнув с корабля, который направлялся в Гавану.